# سن-په-سور-نیول
سن-په-سور-نیول (به فرانسوی: Saint-Pée-sur-Nivelle) یک کمون در فرانسه است که در Canton of Ustaritz واقع شده‌است.

## خصوصیات
سن-په-سور-نیول ۶۵ کیلومترمربع مساحت و ۵٬۲۱۵ نفر جمعیت دارد و ۲۰ متر بالاتر از سطح دریا واقع شده‌است.